# 美しい明日
『美しい明日』（うつくしいあした）は、1965年1月10日から同年3月28日までフジテレビ系列の毎週日曜19:00 - 19:30（JST）に放送されたテレビドラマである。全12回。
当時売り出し中の歌手・三田明主演のホームドラマ。

## 出演者
- 日向明夫（主人公、長男、高校生）：三田明
- 日向太郎（父）：佐野周二
- 日向千恵子（長女）：佐々圭子
- 日向愛子（長女）：設楽香乃
- 日向文乃（母、入院中）：風見章子
- ひな子（日向家の家政婦）：ミヤコ蝶々[1]

## スタッフ
- 脚本：土井行夫
- 演出：大島正俊[2]

## 主題歌
- 「美しいあした」（歌：三田明）
  - 作詞：宮川哲夫、作曲・編曲：吉田正